# زارا (مغنية)
زارا (الروسية: Зара) هي مغنية وممثلة روسية، ولدت في 26 يوليو 1983 بسانت بطرسبرغ في روسيا. بدأت مشوارها المهني سنة 1997.

## سيرة شخصية
ولدت زارا في غيومري لأسرة يزيدية يعمل والدها باشا بن باشيفيتش مغويان المرشح للعلوم في الفيزياء والرياضيات في صناعة بناء الآلات. ووالدتها نادي جمالوفنا مغويان ربة منزل. و لديها أخت كبيرة ليانا وأخ أصغر رومان.

## التعليم
التحقت زارا بالمدرسة الثانوية أوترادنوي في لينينغراد أوبلاست.وفي عام 2000 تخرجت من صالة للألعاب الرياضية رقم 56 في سانت بطرسبرغ بميدالية فضية إلى جانب دراستها الثانوية. تخرجت من مدرسة موسيقى للأطفال مع مرتبة الشرف وتخصصت في العزف على البيانو.

## وصلات خارجية
- زارا على موقع IMDb (الإنجليزية)
- زارا على موقع ميوزك برينز (الإنجليزية)
- زارا على موقع ديسكوغز (الإنجليزية)
- زارا على موقع قاعدة بيانات الفيلم (الإنجليزية)